# Saint-Ferréol-d'Auroure

Saint-Ferréol-d'Auroure este o comună în departamentul Haute-Loire, Franța. În 2009 avea o populație de 2,354 de locuitori.